# Аполипопротеин C2
Аполипопротеин C2 (апоС-II, апоC2; англ. apolipoprotein C-II, apoC-II) — аполипопротеин плазмы крови, который входит в состав хиломикронов и липопротеинов очень низкой плотности. АпоС2 является активатором фермента липопротеинлипаза и таким образом участвует в липолизе (катаболизме) триглицерид-богатых липопротеинов.

## Структура и функция
Белок апоС2 состоит из 79 аминокислот. Молекулярная масса белка всего 8,8 кДа, что ставит его на границу между истинными белками и полипептидами. Вторичная структура апоС2 включает амфипатическую (амфифильную) α-спираль, то есть спираль, одна сторона которой — гидрофобная и связана с липидом, а противоположная — гидрофильная и экспонирована в водную среду. Однако сродство к липиду у белка невысокое, поэтому он способен обмениваться между липопротеинами, то есть относится к обмениваемым аполипопротеинам.
АпоС2 является кофактором липопротеинлипазы и его наличие необходимо для каталитической активности этого фермента. Когда в процессе липолиза апоС2 диссоциирует от остатка хиломикрона или ЛПОНП, липолиз прекращается.

## Ген
Ген апоС2 человека локализуется в хромосоме 19 и находится в кластере с другими аполипопротеинами апоЕ и апоС1.

## Роль в патологии
Генетический дефицит апоС2 является редким наследственным заболеванием и приводит к гиперлипопротеинемии с высоким уровнем триглицеридов и наличием остатков липопротеинов в крови.